# کل کشیدن
کِل زدن یا کِل کشیدن یا هلهله یا زغاریدن هم گفته می‌شود، نوعی صداست که برخی افراد در زمان شادی ادا می‌کنند. این صدا زیرایی بالایی دارد، برای مدتی طولانی ادا می‌شود و از ماهیت یک تریل را دارد.